# Câmara Municipal de Lisboa
A Câmara Municipal de Lisboa é o órgão executivo colegial representativo do município de Lisboa, tendo por missão definir e executar políticas que promovam o desenvolvimento do concelho.
A Câmara Municipal de Lisboa é a maior do país, sendo composta por 17 vereadores, representando diferentes forças políticas. Assume o cargo de Presidente da Câmara Municipal o primeiro candidato da lista mais votada em eleição autárquica ou, no caso de vacatura do cargo, o que se lhe seguir na respectiva lista.

## História
A designação "câmara municipal" foi utilizada pela primeira vez numa escritura de quitação de 1339, apesar da sua constituição, enquanto órgão da administração periférica, remontar a 1179, com o Foral da cidade de Lisboa atribuído por D. Afonso Henriques.
Fruto da sua proximidade com o poder central, a Câmara de Lisboa sempre gozou de um estatuto juridico-administrativo único e singular. Tinha, desde o século XIII, reconhecida legislação própria, confirmada nas Cortes de Coimbra de 1211 por D. Afonso II, estatuto este que só a implantação do Liberalismo viria alterar.
Por Carta Régia de 12 de Dezembro de 1572, D. Sebastião alterou o processo de constituição da vereação da Câmara de Lisboa: os vereadores (em número de três, todos letrados e obrigatoriamente desembargadores) passavam a ser de nomeação régia; também nomeado pelo rei era o Presidente do Senado da Cidade (que recairia entre os principais fidalgos do reino). Os pelouros estendiam-se às novas necessidades da cidade e da sua população: assuntos administrativos, abastecimento de cereais, justiça urbana, para além da já existente preocupação com obras e limpeza da cidade, provimento da carne, provedoria da saúde e almotaçaria (fiscalização económica).
As receitas municipais eram em grande parte produto das rendas obtidas das licenças de comércio, dos redimentos originados nas propriedades e foros municipais (provenientes de várias doações régias), e ainda nos impostos, coimas, e multas, de acordo com a atividade fiscalizadora que ela própria exercia.
Outras alterações municipais ocorreram com a sucessão dos monarcas e com as perturbações políticas do país, nenhuma sendo estruturalmente renovadora. É no reinado de D. Maria I que se promove a última alteração da estrutura municipal durante o Absolutismo — o Alvará de 8 de Agosto de 1778. Assim, no final do Antigo Regime, o Senado da Câmara de Lisboa era presidido por um membro da aristocracia do reino, de nomeação régia; os vereadores foram reduzidos a quatro, nomeados também pelo rei, de entre os desembargadores mais graduados do Juízo dos Agravos da Casa da Suplicação, e que tal como o presidente exerciam o cargo a título vitalício (em caso de impossibilidade por parte destes, seriam nomeados para subsituição vereadores extraordinários); havia ainda dois Procuradores da Cidade, escolhidos por um Juiz do Povo que, devido à sua posição na Casa dos Vinte e Quatro, tinha capacidade de intervenção nos assuntos municipais, quatro Procuradores dos Mesteres, e por um Escrivão do Povo. Os pelouros existentes na Câmara de Lisboa distribuiam-se pelas áreas da Saúde, Carnes, Almotaçaria e Ofícios, Chancelaria, Terreiro do Pão, Limpeza e Obras.
Por ser demasiado dependente do poder central e da alta aristocracia da Corte, o Senado da Câmara de Lisboa seria um dos primeiros alvos da Revolução Liberal de 1820. Por determinação da Junta Governativa, que tomou o poder em Lisboa em 11 de Outubro de 1820, foi dissolvido o Senado da Câmara e convocada a eleição por sufrágio da primeira Câmara Constitucional, por Carta de Lei de 27 de Julho de 1822; foi esta presidida por Brás da Costa Lima, que iniciou a implantação das políticas liberais, por pouco tempo. Com a restauração do regime absolutista em 1823 é restaurado o Senado da Câmara, facto que se comemora com um solene Te Deum na Igreja da Graça, bem como com a destruição das atas e documentos relativos ao primeiro período liberal. A dissolução imediata e definitiva do Senado da Câmara de Lisboa dá-se uma década depois, logo após a tomada de Lisboa pelas tropas liberais de D. Pedro, a 24 de Julho de 1833.

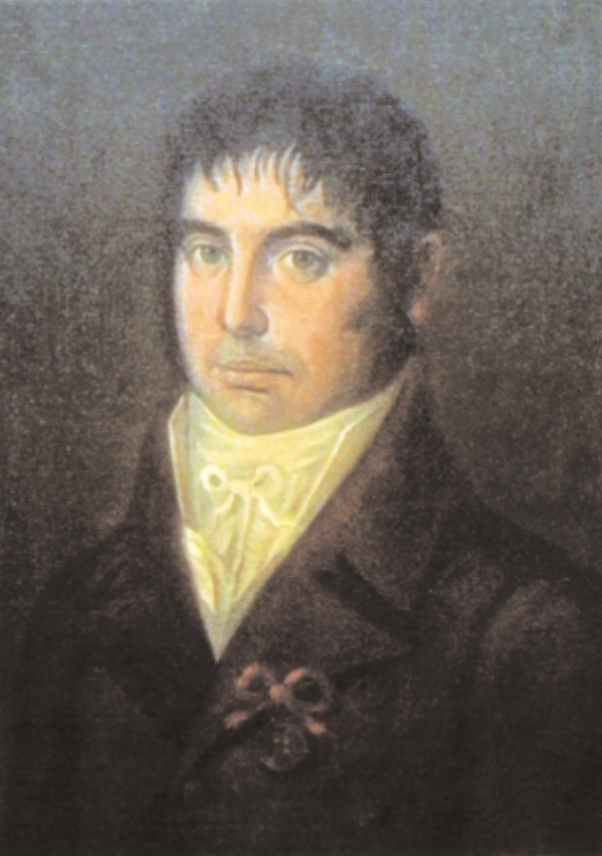
D. Francisco António de Campos, Barão de Vila Nova de Foz Coa

A Comissão Administrativa Municipal, instituida segundo os moldes da Constituição outorgada por D. Pedro em 1826, foi presidida por D. António de Saldanha da Gama, Conde de Porto Santo, até que fosse eleita uma vereação. A restauração plena de uma Câmara Constitucional ocorreu com a eleição de D. Francisco António de Campos, Barão de Vila Nova de Foz Coa, em 25 de Março de 1834.
A 5 de outubro de 1910, foi a partir da varanda do edifício da Câmara que se proclamou a Primeira República Portuguesa.
Um dos presidentes da câmara, o engenheiro Duarte Pacheco, foi responsável por empreender na primeira metade do século XX uma série de obras públicas que transformaram o município, havendo programas como o Plano Geral de Urbanização de Lisboa, com a construção de diversos edifícios, bairros, nova estradas, o parque de Monsanto, o aeroporto de Lisboa, entre outros.
A maior câmara municipal de Portugal, assume a administração de um concelho que está integrado numa região metropolitana que, no início dos anos 2020, alberga 2,8 milhões de pessoas.

## Edifício
A Câmara Municipal de Lisboa está sedeada no edifício dos Paços do Concelho de Lisboa, situado na Praça do Município. O imóvel apresenta um estilo neoclássico no exterior e um interior com uma rica decoração, escadaria, diversas salas e um salão nobre. Foi na varanda nobre do edifício da Câmara Municipal de Lisboa que, a 5 de outubro de 1910, foi proclamada a Primeira República Portuguesa.

## Vereação 2021–2025
A atual vereação lisboeta tomou posse em 18 de outubro de 2021, com base nos resultados das eleições autárquicas de 26 de setembro desse ano. Segue-se a lista de cidadãos eleitos para a Câmara Municipal de Lisboa e os respetivos pelouros:
| Presidente da Câmara Municipal                           | Presidente da Câmara Municipal | Presidente da Câmara Municipal | Presidente da Câmara Municipal                                                     | Presidente da Câmara Municipal | Presidente da Câmara Municipal                                       | Presidente da Câmara Municipal |
| Nome                                                     | Retrato                        | Pelouro(s) | Partido                                                                            | Partido | Período                                                              |                                |
| -------------------------------------------------------- | ------------------------------ | --- | ---------------------------------------------------------------------------------- | --- | -------------------------------------------------------------------- | ------------------------------ |
| Carlos Manuel Félix Moedas                               |                                | Ambiente, Energia e Alterações Climáticas Cultura (2024–presente) |                                                                                    | Novos Tempos Lisboa (PPD/PSD.CDS-PP.A.MPT.PPM) (pelo PPD/PSD)                                                                                             | 18 de outubro de 2021 – presente                                     |                                |
| Vereadores                                               |                                | |                                                                                    | |                                                                      |                                |
| Nome                                                     | Retrato                        | Pelouro(s) | Partido                                                                            | Partido | Período                                                              |                                |
| António Filipe da Providência Santarém Anacoreta Correia |                                | Vice-Presidente da Câmara Municipal Recursos Humanos Finanças e Execuções Fiscais Gestão Patrimonial (2021–2022) Gestão da Qualidade e Auditoria (2021–2022) Coordenação geral da atividade da Câmara Municipal Relacionamento institucional com a Assembleia Municipal Representação em Juízo do Município Contraordenações Serviços Sociais da Câmara Municipal de Lisboa Superintendência patrimonial e financeira das entidades EMEL, Carris, UCCLA e Casa da América Latina Jornada Mundial da Juventude 2023 (2022–2023) Mobilidade (2022–presente) Autoridade de Transportes (2022–presente) Departamento jurídico da Secretaria-Geral Serviços de apoio ao processo eleitoral (2024–presente) |                                                                                    | Novos Tempos Lisboa (PPD/PSD.CDS-PP.A.MPT.PPM) (pelo CDS-PP)                                                                                              | 18 de outubro de 2021 – presente                                     |                                |
| Maria Joana Coruche de Castro e Almeida                  |                                | Urbanismo Reabilitação Urbana Planeamento Urbano Gestão do Edificado Privado da Unidade de Coordenação Territorial Equipas de Missão/Projeto: Programa Resist / Inovação organizacional do urbanismo Transparência e Prevenção da Corrupção Gestão da Qualidade e Auditoria (2022–presente) Centro de Gestão e Inteligência Urbana de Lisboa (2022–presente) Sistemas de Informação (2022–presente) Acompanhamento da SRU (em matéria de operações de reabilitação urbana e reabilitação em espaço público; 2022–presente) Coordenação territorial na área do urbanismo e reabilitação urbana | Novos Tempos Lisboa (PPD/PSD.CDS-PP.A.MPT.PPM) (Independente)                      | 18 de outubro de 2021 – presente |                                                                      |                                |
| Filipa Maria Salema Roseta Vaz Monteiro                  |                                | Habitação e Desenvolvimento Local Manutenção e Obras Municipais Acompanhamento da SRU (em matéria de habitação e equipamentos públicos) e da GEBALIS Plano Geral de Drenagem de Lisboa Relação com as Juntas de Freguesia (2024–presente) | Novos Tempos Lisboa (PPD/PSD.CDS-PP.A.MPT.PPM) (pelo PPD/PSD)                      | 18 de outubro de 2021 – presente |                                                                      |                                |
| João Diogo Santos Moura                                  |                                | Cultura (2021–2024) Comissão Municipal de Toponímia Economia e Inovação Educação (2021–2022) Relação com as Juntas de Freguesia Orçamento Participativo Espaço Público Acompanhamento das entidades EGEAC (2021–2024), AMEC (2021–2024), Startup Lisboa, MARL, LISPOLIS, CACCL, Associação da Calçada Portuguesa (2021–2024), Invest Lisboa e Associação Parque Junqueira Abastecimentos e Mercados Equipa de Projeto para a Qualidade da Alimentação Escolar (2021–2022) Articulação com as Casas Regionais Programa "Lojas com História" Serviços de apoio ao processo eleitoral (2021–2024) | Novos Tempos Lisboa (PPD/PSD.CDS-PP.A.MPT.PPM) (pelo CDS-PP)                       | 18 de outubro de 2021 – 16 de maio de 2024 (suspendeu o mandato) 1 de janeiro de 2025 – presente (reassumiu o mandato após o fim da suspensão de mandato) |                                                                      |                                |
| Ângelo Cipriano da Cunha Fialho Pereira                  |                                | Estrutura Verde e Plano Verde Planeamento de Mobilidade (2021–2022) Higiene Urbana Segurança e Polícia Municipal Proteção Civil e Socorro Centro de Gestão de Inteligência Urbana de Lisboa (2021–2022) Gestão Cemiterial Acompanhamento da EMEL e da Carris (2021–2022) Frota Municipal Unidade de Coordenação Territorial Desporto Sistemas de Informação (2021–2022) Autoridade de Transportes (2021–2022) Proteção Animal Planeamento, gestão e funcionamento da Quinta Pedagógica dos Olivais Acessibilidade Pedonal Metrologia | Novos Tempos Lisboa (PPD/PSD.CDS-PP.A.MPT.PPM) (pelo PPD/PSD)                      | 18 de outubro de 2021 – 10 de fevereiro de 2025 (suspendeu o mandato)                                                                                     |                                                                      |                                |
| Laurinda Maria Alves Nunes Fernandes da Cunha Ferreira   |                                | Direitos Humanos e Sociais Cidadania Juventude Saúde Relação com o Munícipe e Participação Equipa de Projeto para as Pessoas em situação de Sem-Abrigo Jornada Mundial da Juventude 2023 (2021–2022) | Novos Tempos Lisboa (PPD/PSD.CDS-PP.A.MPT.PPM) (Independente indicada pelo CDS-PP) | 18 de outubro de 2021 – 9 de novembro de 2022 (renunciou ao mandato)                                                                                      |                                                                      |                                |
| Sofia Ataíde Rodrigues Pereira de Penha Monteiro         |                                | Direitos Humanos e Sociais Juventude Saúde Relação com o Munícipe e Participação (2021–2022) Educação (2022–presente) Serviços de Apoio Geral | Novos Tempos Lisboa (PPD/PSD.CDS-PP.A.MPT.PPM) (pelo CDS-PP)                       | 9 de novembro de 2022 – presente (preenche a vaga ocorrida pela renúncia ao mandato de Laurinda Alves)                                                    |                                                                      |                                |
| Rui Jorge Gama Cordeiro                                  |                                | Estrutura Verde e Plano Verde Higiene Urbana Segurança e Polícia Municipal Proteção Civil e Socorro Gestão Cemiterial Frota Municipal Unidade de Coordenação Territorial Desporto Proteção Animal Planeamento, gestão e funcionamento da Quinta Pedagógica dos Olivais Acessibilidade Pedonal Metrologia | Novos Tempos Lisboa (PPD/PSD.CDS-PP.A.MPT.PPM) (pelo PPD/PSD)                      | 10 de fevereiro de 2025 – presente (preenche a vaga ocorrida pela suspensão de mandato de Ângelo Pereira)                                                 |                                                                      |                                |
| Joana de Melo Carvalho e Oliveira Costa                  |                                | Economia e Inovação Espaço público Abastecimentos e Mercados Programa "Lojas com História" Orçamento Participativo Comissão Municipal de Toponímia Acompanhamento das entidades Startup Lisboa, MARL, LISPOLIS e CACCL Articulação com as Casas Regionais | Novos Tempos Lisboa (PPD/PSD.CDS-PP.A.MPT.PPM) (pelo CDS-PP)                       | 16 de maio de 2024 – 1 de janeiro de 2025 (preencheu a vaga ocorrida pela suspensão de mandato de Diogo Moura)                                            |                                                                      |                                |
| João Paulo de Figueiredo Lucas Saraiva                   |                                | — |                                                                                    | Mais Lisboa (PS.L) (pelo PS) | 18 de outubro de 2021 – 11 de janeiro de 2023 (renunciou ao mandato) |                                |
| Rui Miguel Marcelino Tavares Pereira                     |                                | — | Mais Lisboa (PS.L) (pelo L)                                                        | 18 de outubro de 2021 – presente |                                                                      |                                |
| Paula Cristina Coelho Marques Barbosa Correia            |                                | — | Mais Lisboa (PS.L) (Independente — Cidadãos por Lisboa)                            | 18 de outubro de 2021 – presente |                                                                      |                                |
| Miguel Feliciano Gaspar                                  |                                | — | Mais Lisboa (PS.L) (pelo PS)                                                       | 18 de outubro de 2021 – 24 de novembro de 2022 (renunciou ao mandato)                                                                                     |                                                                      |                                |
| Inês Drummond Ludovice Mendes Gomes                      |                                | — | Mais Lisboa (PS.L) (pelo PS)                                                       | 18 de outubro de 2021 – 5 de fevereiro de 2025 (renunciou ao mandato)                                                                                     |                                                                      |                                |
| Pedro Miguel Machado Anastácio                           |                                | — | Mais Lisboa (PS.L) (pelo PS)                                                       | 18 de outubro de 2021 – presente |                                                                      |                                |
| Cátia Patrício Pinto Pimenta Ferreira Rosas Santos       |                                | — | Mais Lisboa (PS.L) (pelo PS)                                                       | 18 de outubro de 2021 – presente |                                                                      |                                |
| Rodrigo Moreira Lopes Lino Gaspar                        |                                | — | Mais Lisboa (PS.L) (pelo PS)                                                       | 24 de novembro de 2022 – 21 de julho de 2023 (preencheu a vaga ocorrida pela renúncia ao mandato de Miguel Gaspar; renunciou ao mandato)                  |                                                                      |                                |
| Floresbela Mendes Pinto                                  |                                | — | Mais Lisboa (PS.L) (Independente — Cidadãos por Lisboa)                            | 11 de janeiro de 2023 – presente (preenche a vaga ocorrida pela renúncia ao mandato de João Paulo Saraiva)                                                |                                                                      |                                |
| Rui Neves Bochmann Franco                                |                                | — | Mais Lisboa (PS.L) (Independente — Cidadãos por Lisboa)                            | 21 de julho de 2023 – presente (preenche a vaga ocorrida pela renúncia ao mandato de Rodrigo Lino Gaspar)                                                 |                                                                      |                                |
| Pedro Miguel de Sousa Barrocas Martinho Cegonho          |                                | — | Mais Lisboa (PS.L) (pelo PS)                                                       | 5 de fevereiro de 2025 – presente (preenche a vaga ocorrida pela renúncia ao mandato de Inês Drummond)                                                    |                                                                      |                                |
| João Manuel Peixoto Ferreira                             |                                | — |                                                                                    | PCP-PEV | 18 de outubro de 2021 – presente                                     |                                |
| Ana Luísa Soares Jara                                    |                                | — | 18 de outubro de 2021 – presente                                                   | PCP-PEV |                                                                      |                                |
| Beatriz Gebalina Pereira Gomes Dias                      |                                | — |                                                                                    | B.E. | 18 de outubro de 2021 – presente                                     |                                |